# Dampierre-lès-Conflans
Dampierre-lès-Conflans is een gemeente in het Franse departement Haute-Saône (regio Bourgogne-Franche-Comté) en telt 264 inwoners (2011). De plaats maakt deel uit van het arrondissement Lure.

## Geografie
De oppervlakte van Dampierre-lès-Conflans bedraagt 10,5 km², de bevolkingsdichtheid is 25,1 inwoners per km².
De onderstaande kaart toont de ligging van Dampierre-lès-Conflans met de belangrijkste infrastructuur en aangrenzende gemeenten.

## Demografie
Onderstaande figuur toont het verloop van het inwonertal (bron: INSEE-tellingen).